# Ferrière-la-Petite
Pour les articles homonymes, voir Ferrière.
Ferrière-la-Petite est une commune française située dans le département du Nord (59), en région Hauts-de-France.
Ses habitants sont appelés les Ferrièrois, Ferrièroises (petits Ferrièrois).

## Géographie
Contiguë à Ferrière-la-Grande.
Située sur la Solre
Altitude 137 m à la gare et 184 m au château d'eau

### Communes limitrophes
|                    | Cerfontaine        | Colleret  |
| Ferrière-la-Grande | Ferrière-la-Petite | Quiévelon |
| Damousies          | Obrechies          |           |

### Hydrographie

#### Réseau hydrographique
La commune est située dans le bassin Artois-Picardie. Elle est drainée par la Solre, le ruisseau de Quievelon, la Radiève, la rivière  la Solre et le Ri d'Haye,,.
La Solre, d'une longueur de 22 km, prend sa source dans la commune de Solre-le-Château et se jette  dans la Sambre canalisée à Rousies, après avoir traversé dix communes. Les caractéristiques hydrologiques de la Solre sont données par la station hydrologique située sur la commune. Le débit moyen mensuel est de 1,36 m3/s. Le débit moyen journalier maximum est de 33,1 m3/s, atteint lors de la crue du 21 juillet 1980. Le débit instantané maximal est quant à lui de 54,8 m3/s, atteint le 1er juillet 1980.

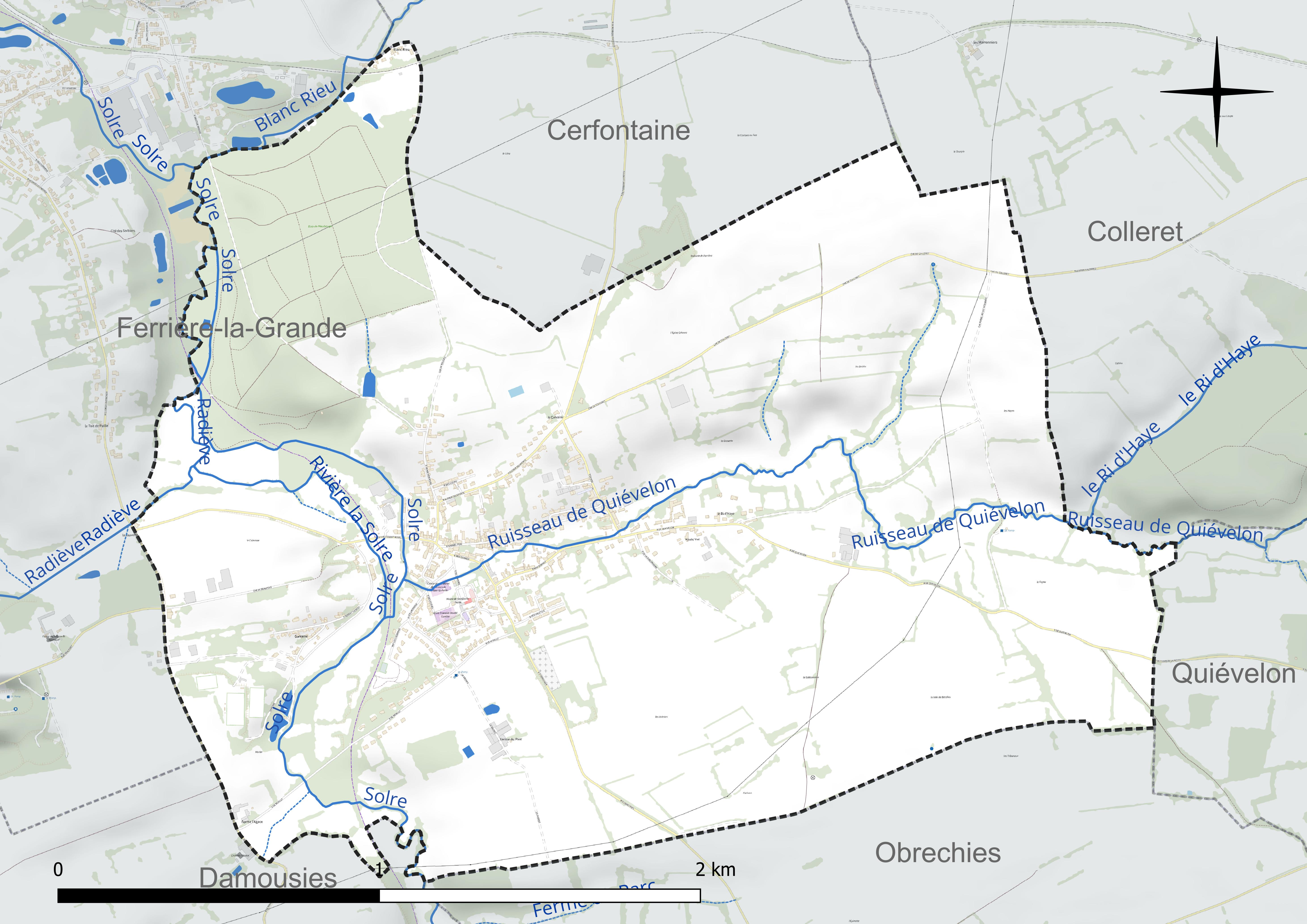
Réseau hydrographique de Ferrière-la-Petite.

#### Gestion et qualité des eaux
Le territoire communal est couvert par le schéma d'aménagement et de gestion des eaux (SAGE) « Sambre ». Ce document de planification concerne un territoire de 1 253 km2 de superficie, délimité par le bassin versant de la Sambre. Le périmètre a été arrêté le 1er novembre 2003 et le SAGE proprement dit a été approuvé le 21 septembre 2012, puis modifié le 18 août 2022. La structure porteuse de l'élaboration et de la mise en œuvre est le syndicat mixte du Parc naturel régional de l'Avesnois. 
La qualité des cours d'eau peut être consultée sur un site dédié géré par les agences de l'eau et l'Agence française pour la biodiversité. 

### Climat
Pour des articles plus généraux, voir Climat des Hauts-de-France et Climat du Nord.
En 2010, le climat de la commune est de type climat des marges montargnardes, selon une étude du CNRS s'appuyant sur une série de données couvrant la période 1971-2000. En 2020, Météo-France publie une typologie des climats de la France métropolitaine dans laquelle la commune est exposée à un climat océanique altéré et est dans la région climatique  Nord-est du bassin Parisien, caractérisée par un ensoleillement médiocre, une pluviométrie moyenne régulièrement répartie au cours de l'année et un hiver froid (3 °C). 
Pour la période 1971-2000, la température annuelle moyenne est de 10 °C, avec une amplitude thermique annuelle de 15 °C. Le cumul annuel moyen de précipitations est de 875 mm, avec 12,6 jours de précipitations en janvier et 9,7 jours en juillet. Pour la période 1991-2020, la température moyenne annuelle observée sur la station météorologique la plus proche, située sur la commune de Saint-Hilaire-sur-Helpe à 15 km à vol d'oiseau, est de 10,5 °C et le cumul annuel moyen de précipitations est de 802,4 mm,. Pour l'avenir, les paramètres climatiques de la commune estimés pour 2050 selon différents scénarios d'émission de gaz à effet de serre sont consultables sur un site dédié publié par Météo-France en novembre 2022.

## Urbanisme

### Typologie
Au 1er janvier 2024, Ferrière-la-Petite est catégorisée ceinture urbaine, selon la nouvelle grille communale de densité à sept niveaux définie par l'Insee en 2022.
Elle est située hors unité urbaine. Par ailleurs la commune fait partie de l'aire d'attraction de Maubeuge (partie française), dont elle est une commune de la couronne,. Cette aire, qui regroupe 65 communes, est catégorisée dans les aires de 50 000 à moins de 200 000 habitants,.

### Occupation des sols
L'occupation des sols de la commune, telle qu'elle ressort de la base de données européenne d'occupation biophysique des sols Corine Land Cover (CLC), est marquée par l'importance des territoires agricoles (75,5 % en 2018), une proportion identique à celle de 1990 (75,5 %). La répartition détaillée en 2018 est la suivante : 
prairies (51,2 %), terres arables (24,3 %), zones urbanisées (13,2 %), forêts (11,3 %). L'évolution de l'occupation des sols de la commune et de ses infrastructures peut être observée sur les différentes représentations cartographiques du territoire : la carte de Cassini (XVIIIe siècle), la carte d'état-major (1820-1866) et les cartes ou photos aériennes de l'IGN pour la période actuelle (1950 à aujourd'hui).

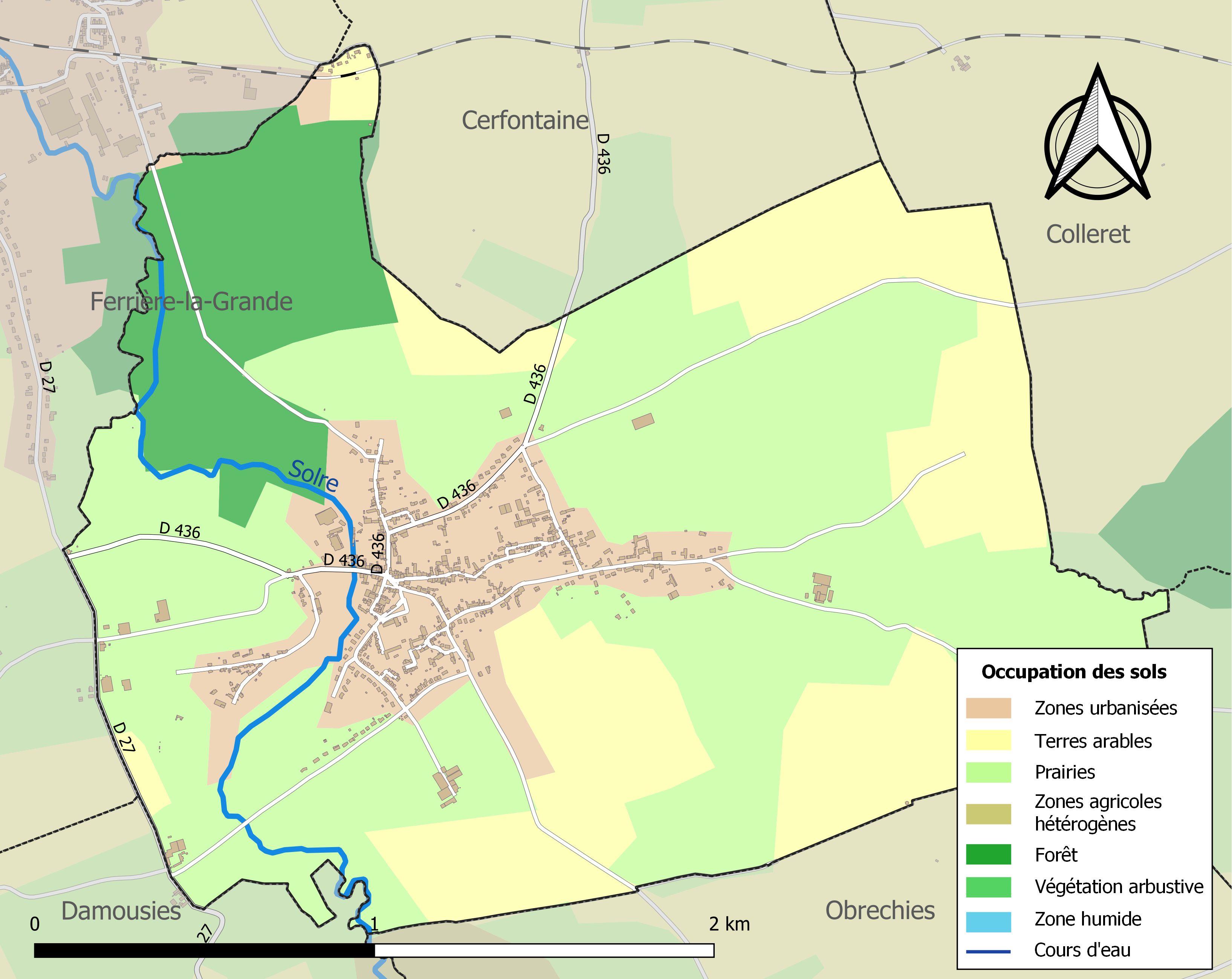
Carte des infrastructures et de l'occupation des sols de la commune en 2018 (CLC).

### Voies de communication et transports
La commune est desservie, en 2024, par les lignes 10 et 62 du réseau Stibus.

## Toponymie
Tout comme Ferrière-la-Grande, Ferrière-La-Petite tient son nom des nombreuses mines de fer qui ont été exploitées durant très longtemps. Ferrière-La-Petite possédant moins de mines de fer que Ferrière-La-Grande, elle prit le surnom de "La-Petite" bien avant qu'il soit officialisé.

## Histoire
La découverte d'un cimetière mérovingien est une preuve que le village était habité depuis au moins le VIe siècle.
Au XIIIe siècle, le village fait partie de la dot de Jeanne de Hainaut qui épouse Louis de Châtillon, fils du seigneur d'Avesnes. En 1224, Balderise de Roisin vend ses possessions qu'il tenait en fief de Wautier d'Avesnes à l'abbaye d'Hautmont
Ferrière-la-Petite était une ancienne dépendance de Ferrière-la-Grande, dont elle est séparée au XIVe siècle.
En 1718, des potiers s'installent à Ferrière-la-petite. Quelques décennies plus tard, la poterie est devenue la plus importante activité économique.
Au XVIIIe siècle Lebrun Lamoral de la Vigne construit une vaste demeure, devenue mairie par la suite. Il légua cette demeure à son gendre Charles, seigneur de Bousies. Charles avait déjà créé une faïencerie en 1789 à Nimy en Belgique et il crée en 1798 une faïencerie à Ferrière-la-Petite, qui est pendant 70 ans, jusqu'à 1868, la renommée du village. Les poteries fonctionnent jusqu'en 1957, année où le dernier four s'éteint. Depuis 1982, grâce à des bénévoles, la poterie reprend vie dans le musée de la poterie et de la faïence.
Une autre activité économique est l'exploitation du marbre, surtout important vers la fin du XIXe siècle.

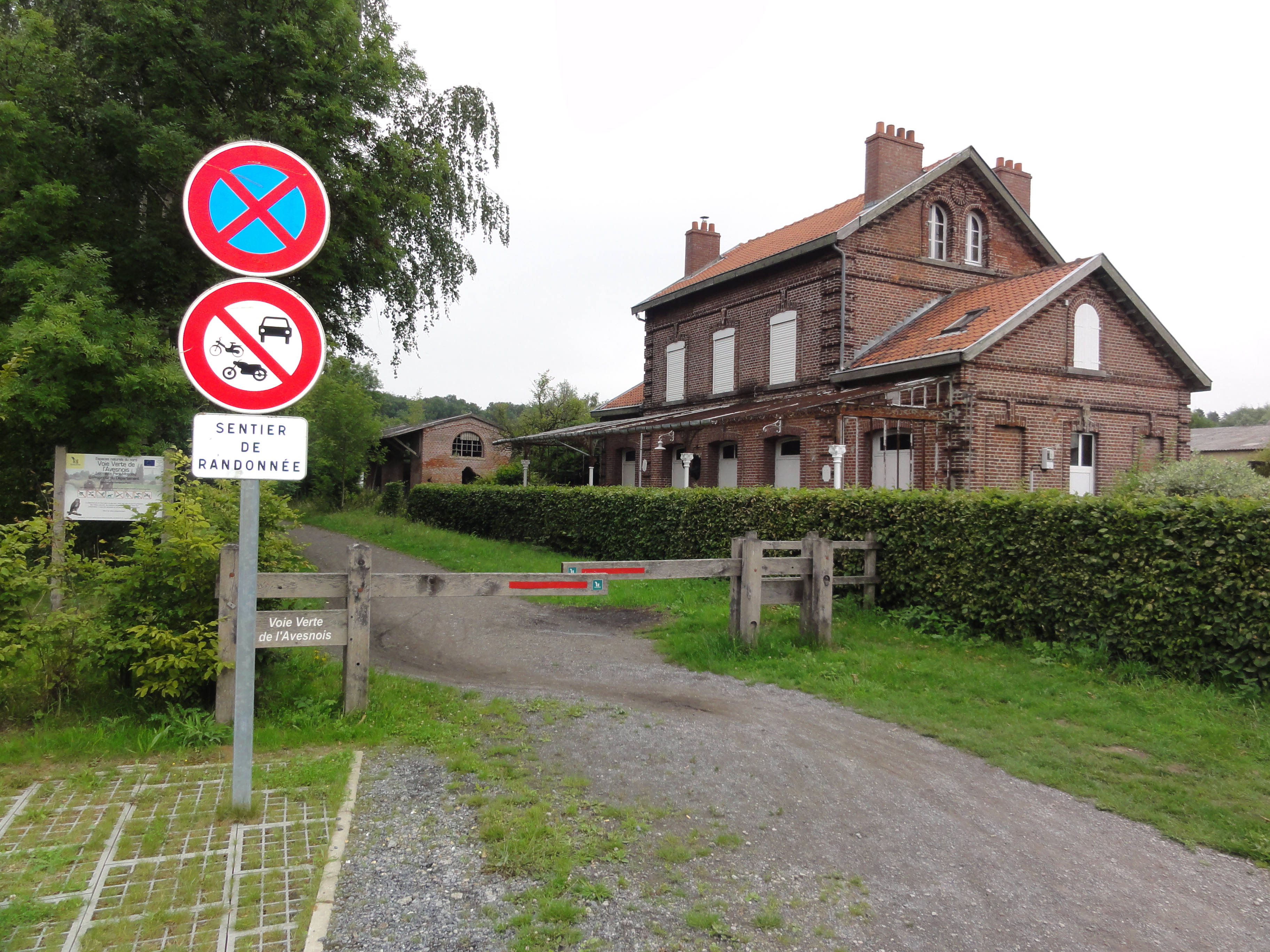
L'ancienne gare et le sentier Émeraude

Le 29 août 1885, la ligne de chemin de fer Maubeuge - Fourmies est inaugurée. Elle permet aux habitants d'aller travailler dans le pôle industriel du Val de Sambre. Le tracé passe par Rousies, Ferrière-la-Grande, Ferrière-la-Petite, Sars-Poteries, Solre-le-Château, Liessies, Trélon. La section Ferrière-la-Grande - Glageon de la ligne Maubeuge-Fourmies a fonctionné jusqu'à 1972. Depuis, la gare de Ferrière-la-Petite est désaffectée. En octobre 2003 est inauguré sur son tracé un chemin de randonnée, dénommé « sentier Émeraude », qui par la suite est intégré dans la « voie verte de l'Avesnois » qui à son tour est devenu un tronçon de la Véloroute EuroVelo 3 de Trondheim en Norvège à Saint-Jacques-de-Compostelle.
Le 24 août 1914, dès la retraite des troupes françaises de Belgique, Ferrière-la-Petite, qui était un centre de résistance du camp retranché de Maubeuge, se trouve sous le feu des allemands. Il n'y a pas eu de bataille, mais après une série d'attaques journalières sur les avant-postes, le centre du village subit les 6 et 7 septembre des bombardements violents et toute la journée du 7 des attaques d'infanterie, avant de capituler le soir même. Le lendemain, trois bataillons français sont emmenés en captivité.

## Politique et administration
Maire de 1802 à 1807 : Phil. Delens,.
Maire en 1808 : Dupuis.

Maire en 1939 : Mahaut.
| Période                                  | Période   | Identité        | Étiquette | Qualité                                   |
| ---------------------------------------- | --------- | --------------- | --------- | ----------------------------------------- |
| 1977                                     | 1989      | Umberto Battist | PS        | Instituteur Député (1981-1986, 1988-1993) |
| mars 1989                                | mars 2014 | André Marchand  | DVG       |                                           |
| mars 2014                                | 2020      | Sonia Vaillant  | DVG       |                                           |
| 2020                                     | 2023      | Thomas Piette   | PS        | Cadre                                     |
| Les données manquantes sont à compléter. |           |                 |           |                                           |

## Population et société

### Démographie

#### Évolution démographique
L'évolution du nombre d'habitants est connue à travers les recensements de la population effectués dans la commune depuis 1793. Pour les communes de moins de 10 000 habitants, une enquête de recensement portant sur toute la population est réalisée tous les cinq ans, les populations de référence des années intermédiaires étant quant à elles estimées par interpolation ou extrapolation. Pour la commune, le premier recensement exhaustif entrant dans le cadre du nouveau dispositif a été réalisé en 2007.

En 2022, la commune comptait 1 043 habitants, en évolution de −2,43 % par rapport à 2016 (Nord : +0,51 %, France hors Mayotte : +2,11 %).
| 1793 | 1800 | 1806 | 1821 | 1831 | 1836 | 1841 | 1846 | 1851 |
| ---- | ---- | ---- | ---- | ---- | ---- | ---- | ---- | ---- |
| 255  | 423  | 516  | 613  | 700  | 718  | 753  | 755  | 780  |

| 1856 | 1861 | 1866 | 1872 | 1876 | 1881 | 1886 | 1891 | 1896 |
| ---- | ---- | ---- | ---- | ---- | ---- | ---- | ---- | ---- |
| 785  | 836  | 870  | 828  | 799  | 871  | 911  | 848  | 990  |

| 1901 | 1906  | 1911  | 1921 | 1926 | 1931  | 1936 | 1946  | 1954  |
| ---- | ----- | ----- | ---- | ---- | ----- | ---- | ----- | ----- |
| 999  | 1 055 | 1 062 | 915  | 988  | 1 027 | 949  | 1 004 | 1 149 |

| 1962  | 1968  | 1975 | 1982  | 1990  | 1999  | 2006  | 2007  | 2012  |
| ----- | ----- | ---- | ----- | ----- | ----- | ----- | ----- | ----- |
| 1 138 | 1 101 | 974  | 1 010 | 1 153 | 1 118 | 1 024 | 1 011 | 1 051 |

| 2017  | 2022  | - | - | - | - | - | - | - |
| ----- | ----- | - | - | - | - | - | - | - |
| 1 066 | 1 043 | - | - | - | - | - | - | - |

#### Pyramide des âges
La population de la commune est relativement jeune.
En 2018, le taux de personnes d'un âge inférieur à 30 ans s'élève à 37,8 %, soit en dessous de la moyenne départementale (39,5 %). À l'inverse, le taux de personnes d'âge supérieur à 60 ans est de 22,9 % la même année, alors qu'il est de 22,5 % au niveau départemental.
En 2018, la commune comptait 521 hommes pour 543 femmes, soit un taux de 51,03 % de femmes, légèrement inférieur au taux départemental (51,77 %).
Les pyramides des âges de la commune et du département s'établissent comme suit.
| Hommes | Classe d’âge | Femmes |
| ------ | ------------ | ------ |
| 0,4    | 90 ou +      | 0,4    |
| 4,1    | 75-89 ans    | 8,4    |
| 16,4   | 60-74 ans    | 16,0   |
| 22,3   | 45-59 ans    | 21,0   |
| 17,7   | 30-44 ans    | 17,5   |
| 18,9   | 15-29 ans    | 16,3   |
| 20,1   | 0-14 ans     | 20,3   |

| Hommes | Classe d’âge | Femmes |
| ------ | ------------ | ------ |
| 0,5    | 90 ou +      | 1,4    |
| 5,3    | 75-89 ans    | 8,1    |
| 14,8   | 60-74 ans    | 16,2   |
| 19,1   | 45-59 ans    | 18,4   |
| 19,5   | 30-44 ans    | 18,7   |
| 20,7   | 15-29 ans    | 19,1   |
| 20,2   | 0-14 ans     | 18     |

## Culture locale et patrimoine

### Lieux et monuments
- Église Saint-Médard, du XVe siècle, remanié en 1843
- Mairie du XVIIIe siècle.
- La carrière au blanc, dont proviennent les pierres blanches pour la mairie.
- Un calvaire datant de 1820 (dont des statues ont été volées), une statue du Sacré-Cœur, quelques chapelles-oratoires.
- Le monument aux morts. Par rapport à ce monument, la commune a créé en 2011 un atelier sur les monuments aux morts de la région. Cet atelier étudie leur place dans la création artistique de leur temps, sur leur potentiel actuel de patrimoine méconnu.
- La voie verte de l'Avesnois qui relie Ferrière-la-Grande à Glageon passe dans la commune.
- Parc naturel régional de l'Avesnois.

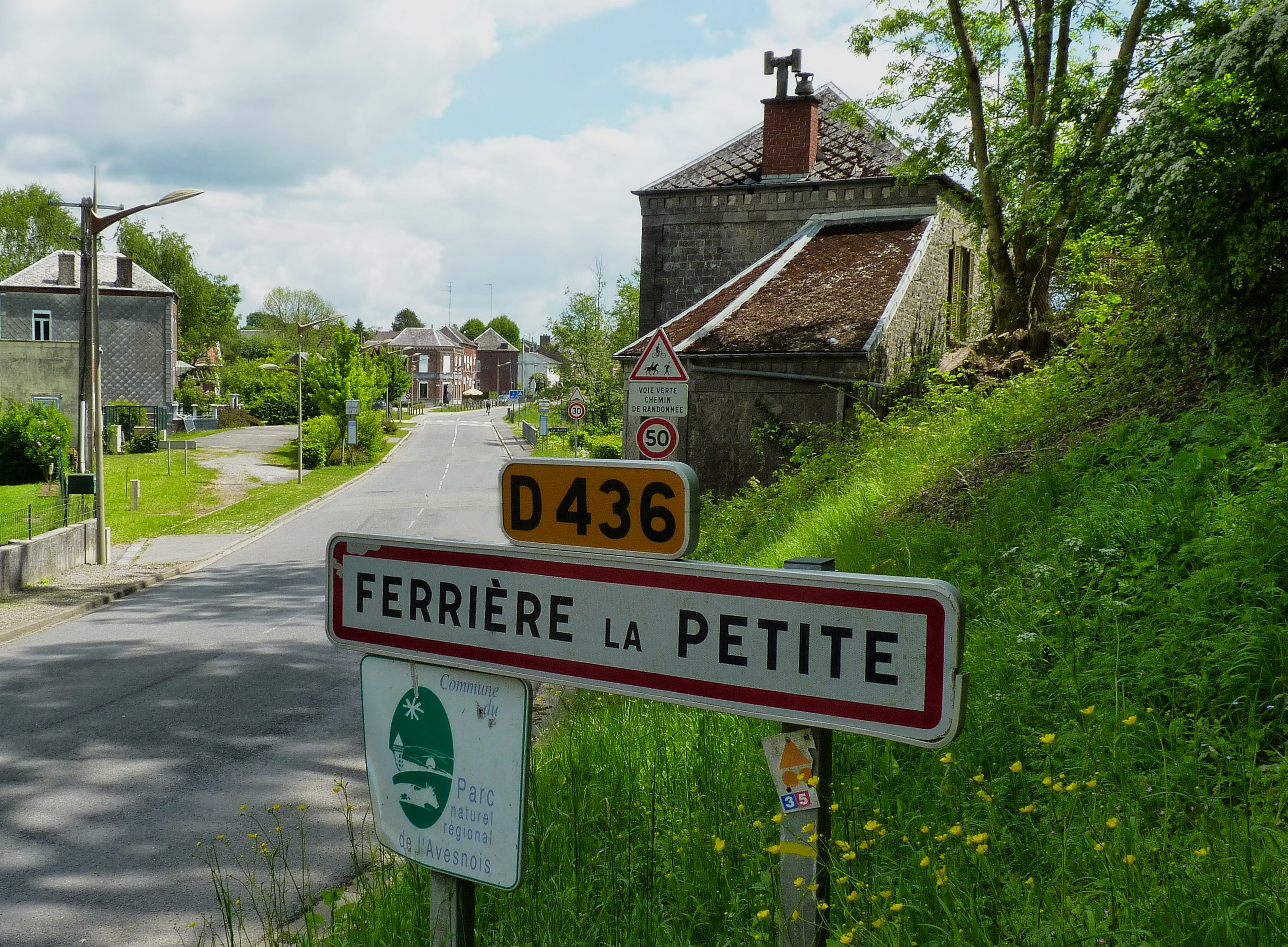
La départementale D436 à Ferrière-la-Petite.
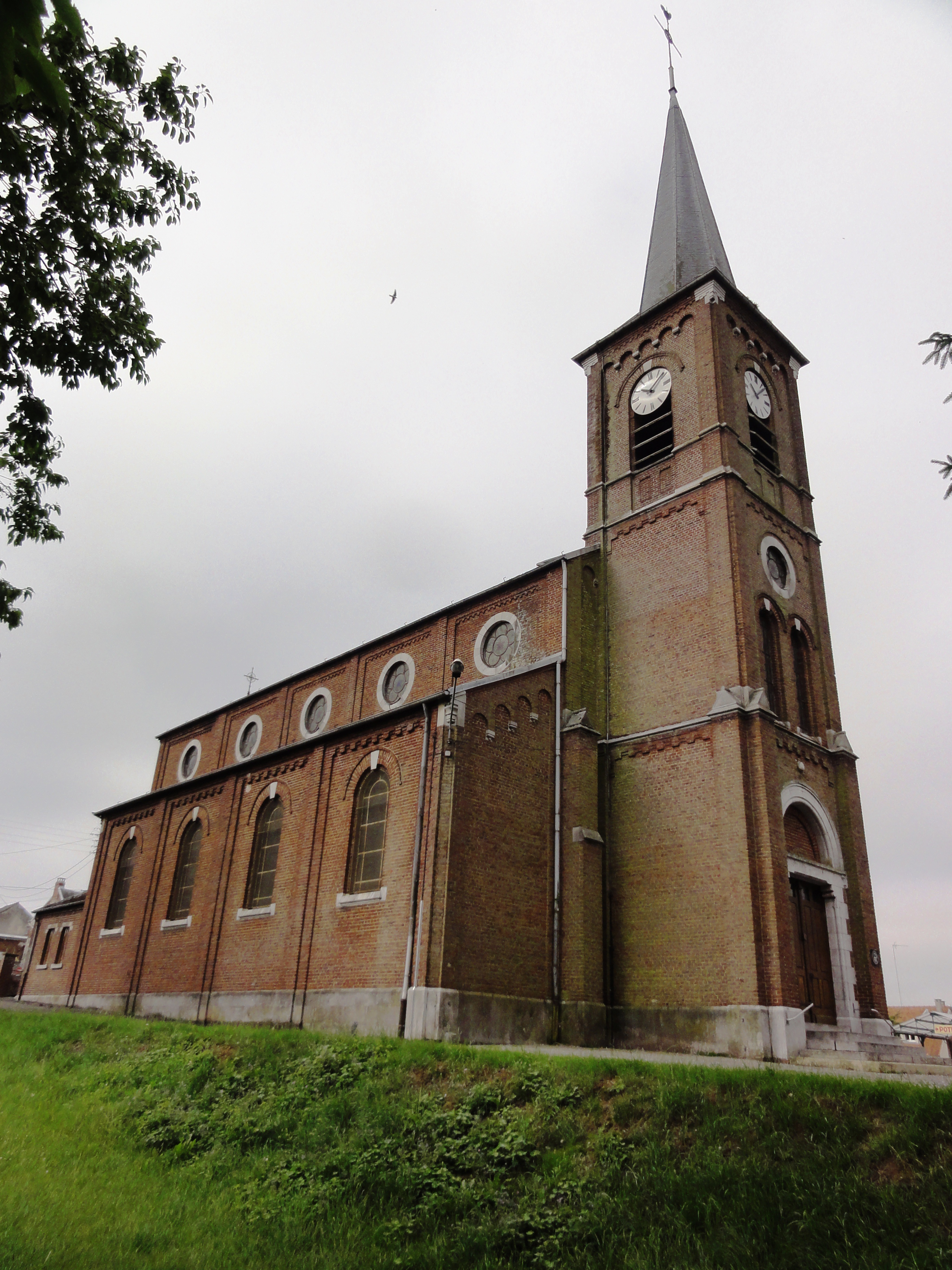
L'église Saint-Médard.
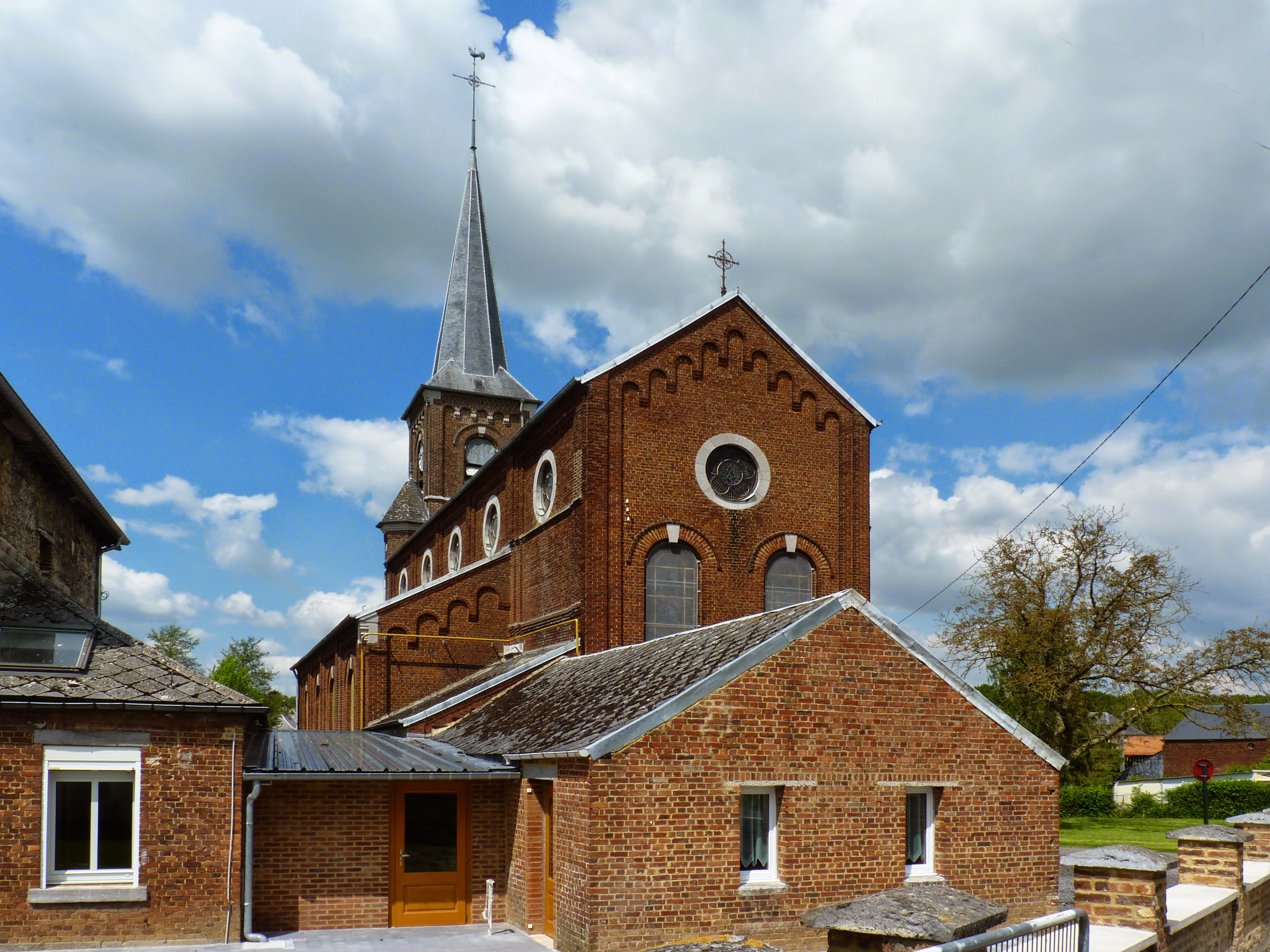
Chevet de l'église Saint-Médard
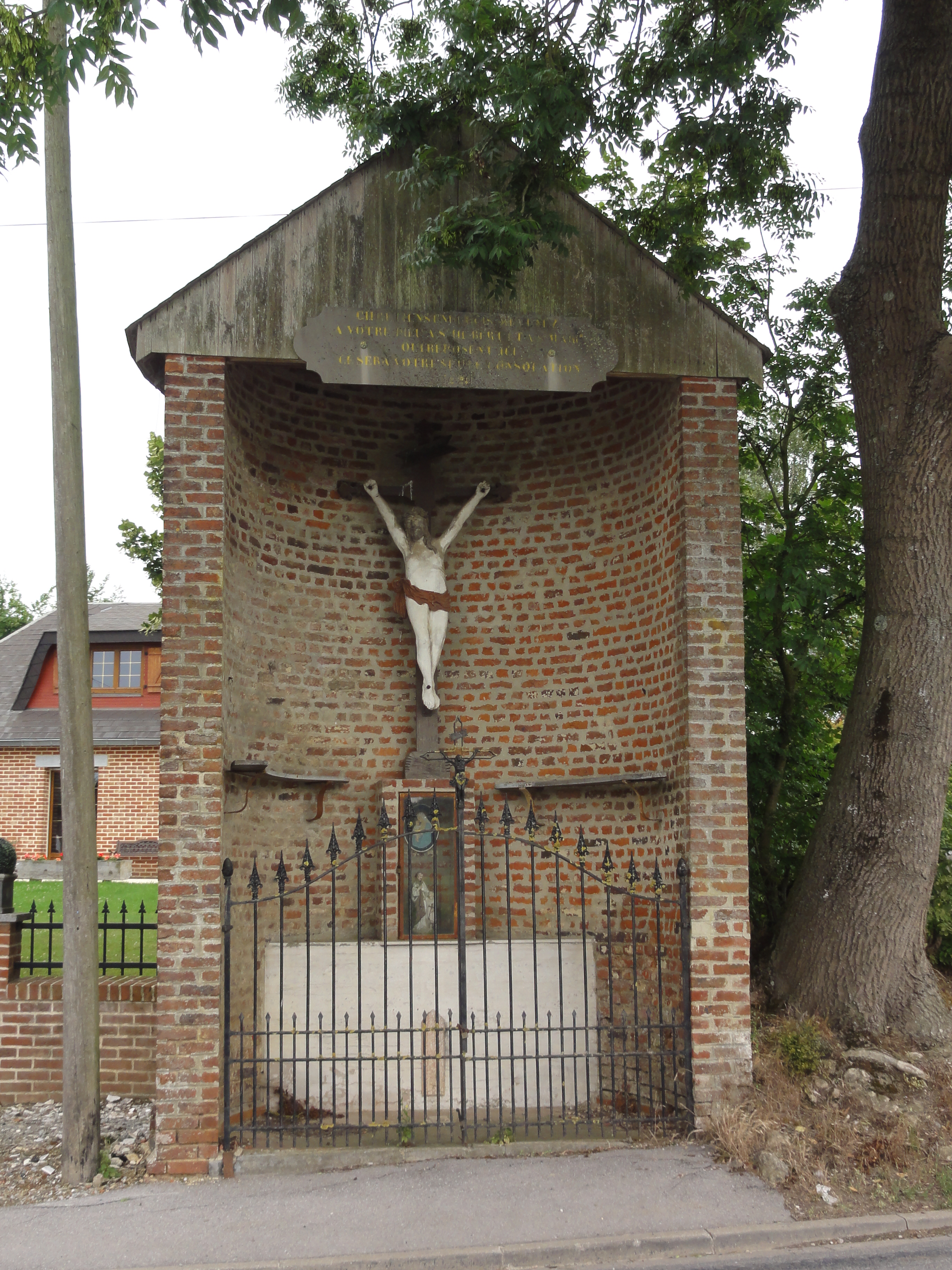
Le calvaire.
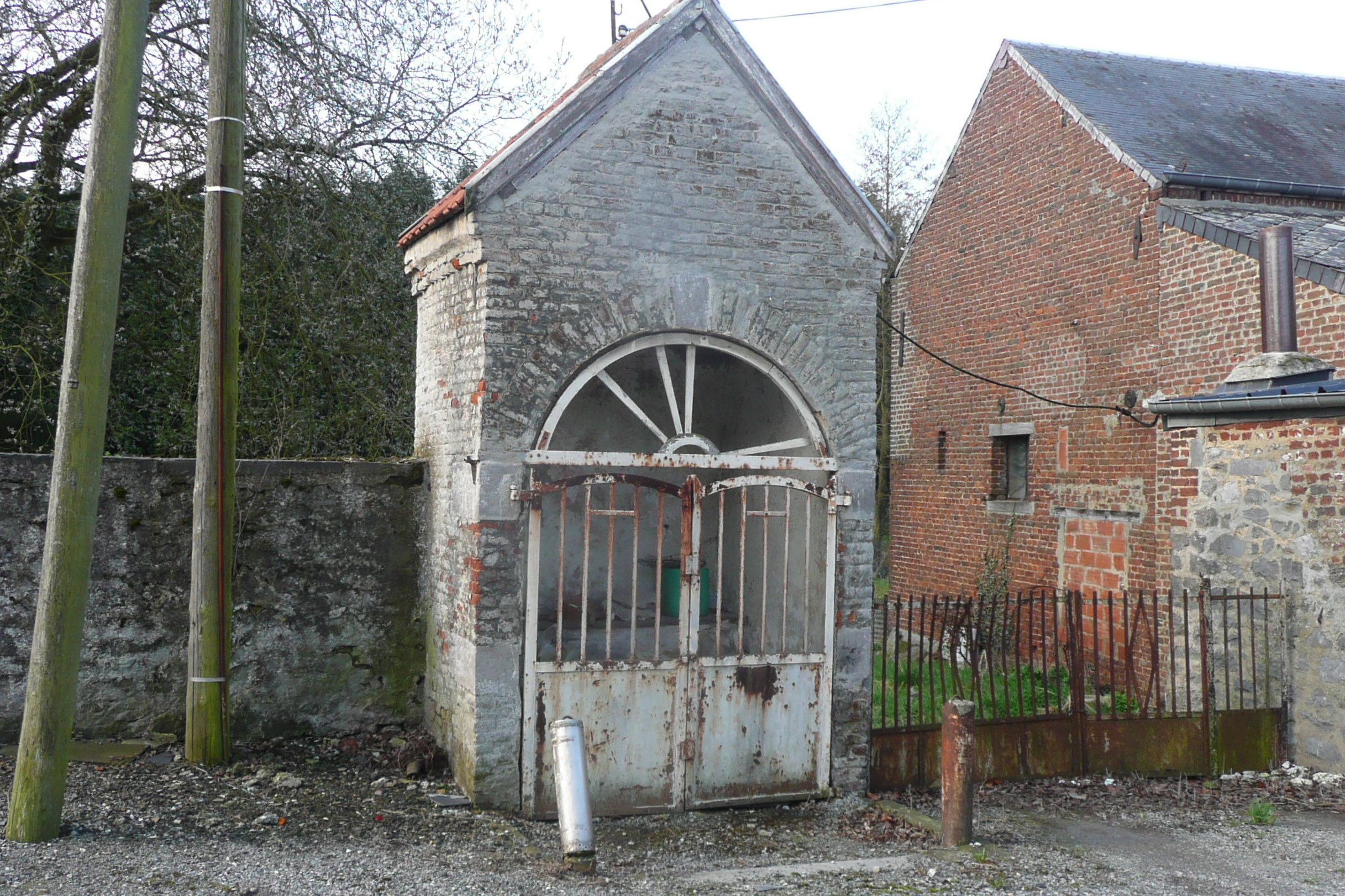
Une chapelle.
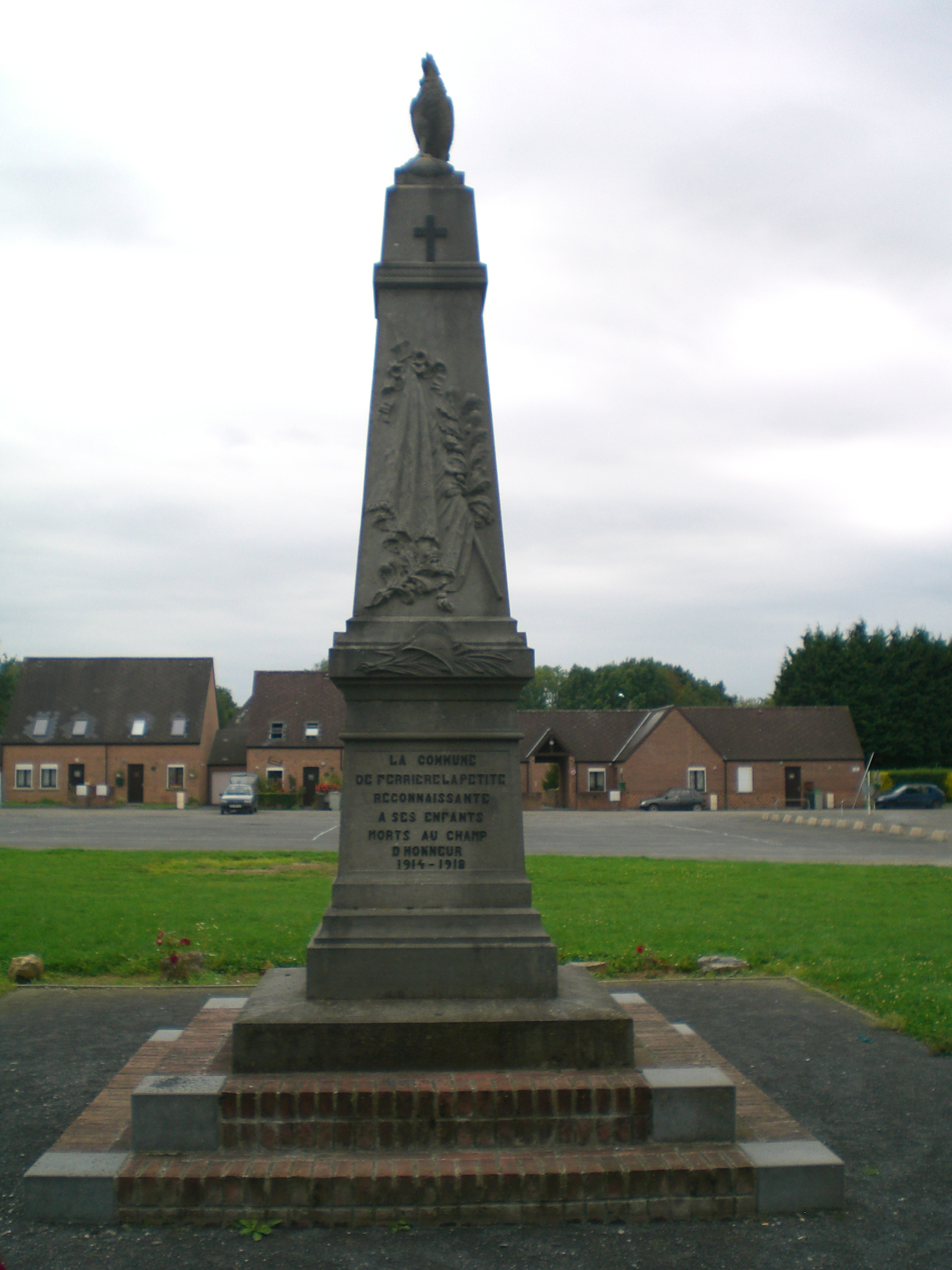
Le monument aux morts.
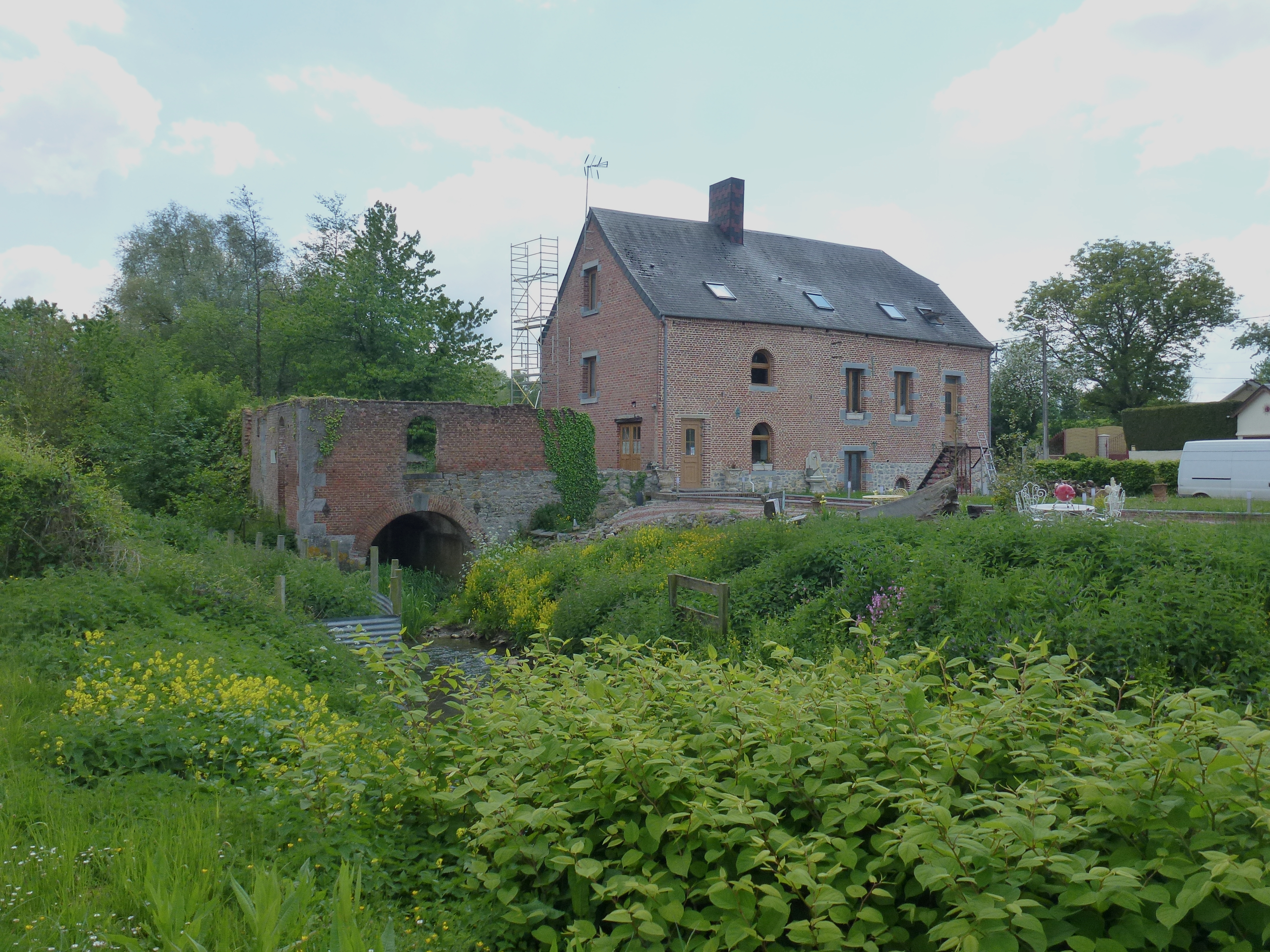
La Solre et l'entrée de la « voie verte de l'Avesnois »
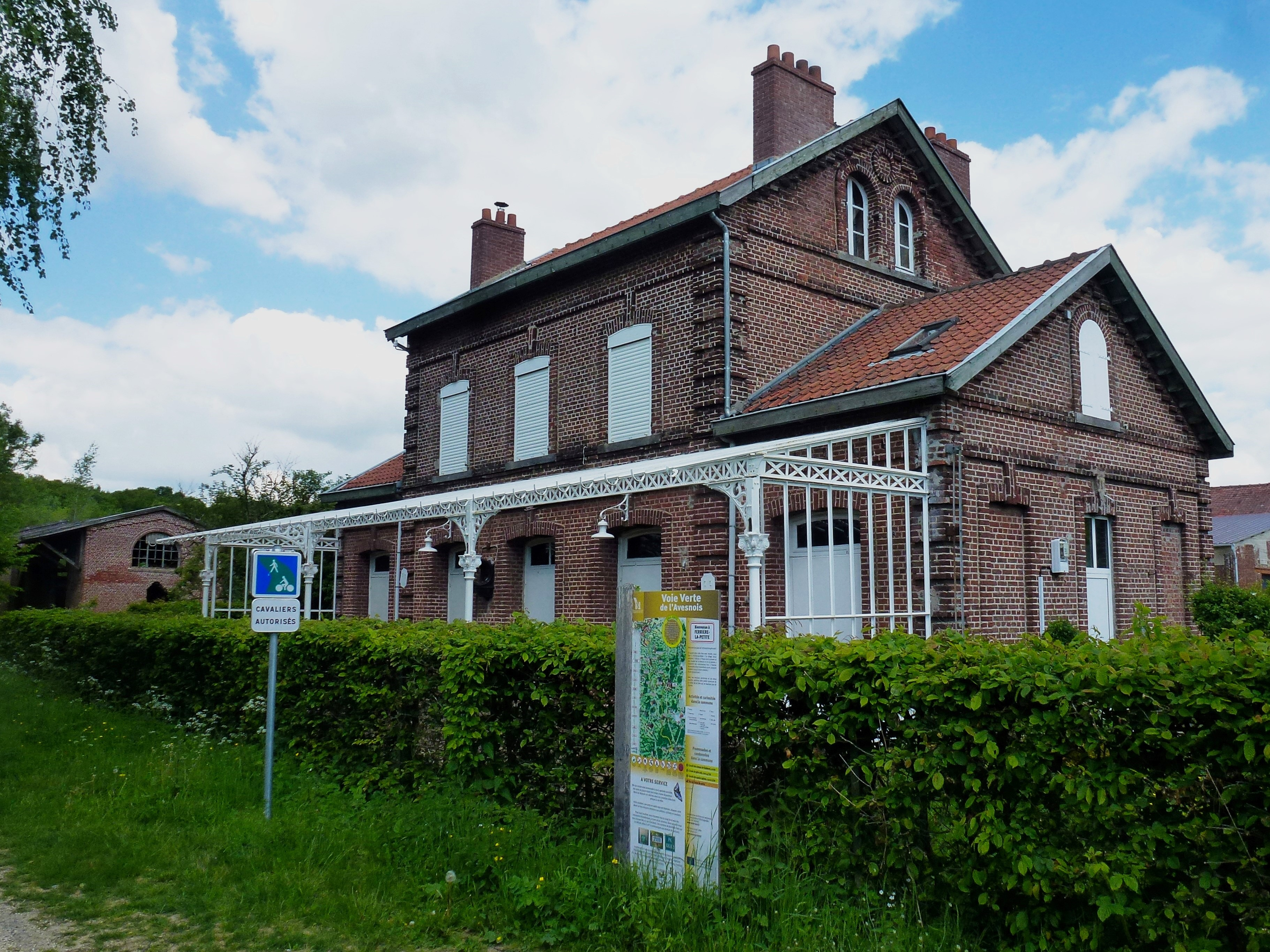
La « voie verte de l'Avesnois » à l'ancienne gare de Ferrière-la-Petite.

### Musées
- Musée vivant de la poterie de Ferrière-la-Petite, rue de la Cour des Potiers.

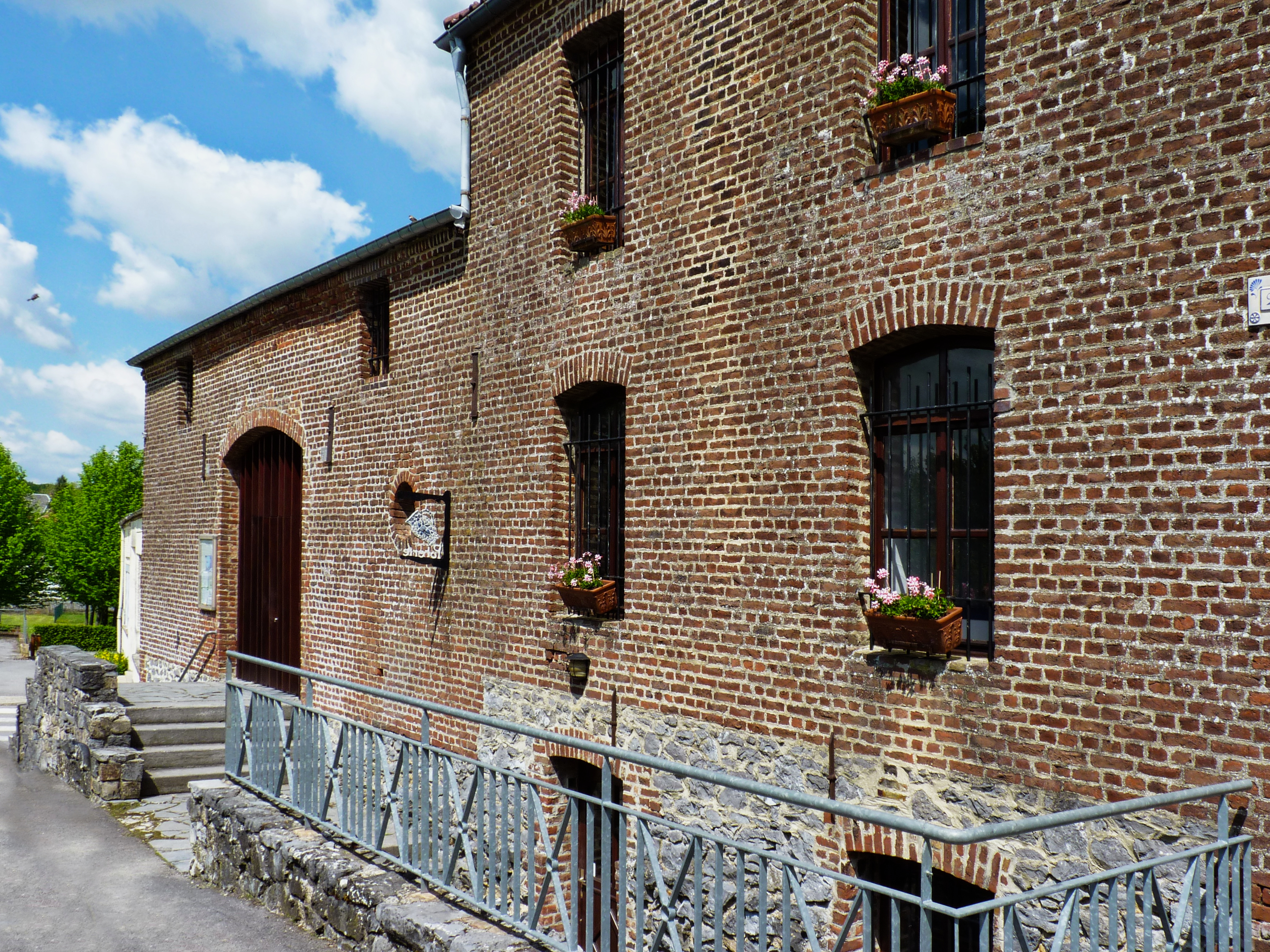
Le Musée de la Faïence et de la Poterie
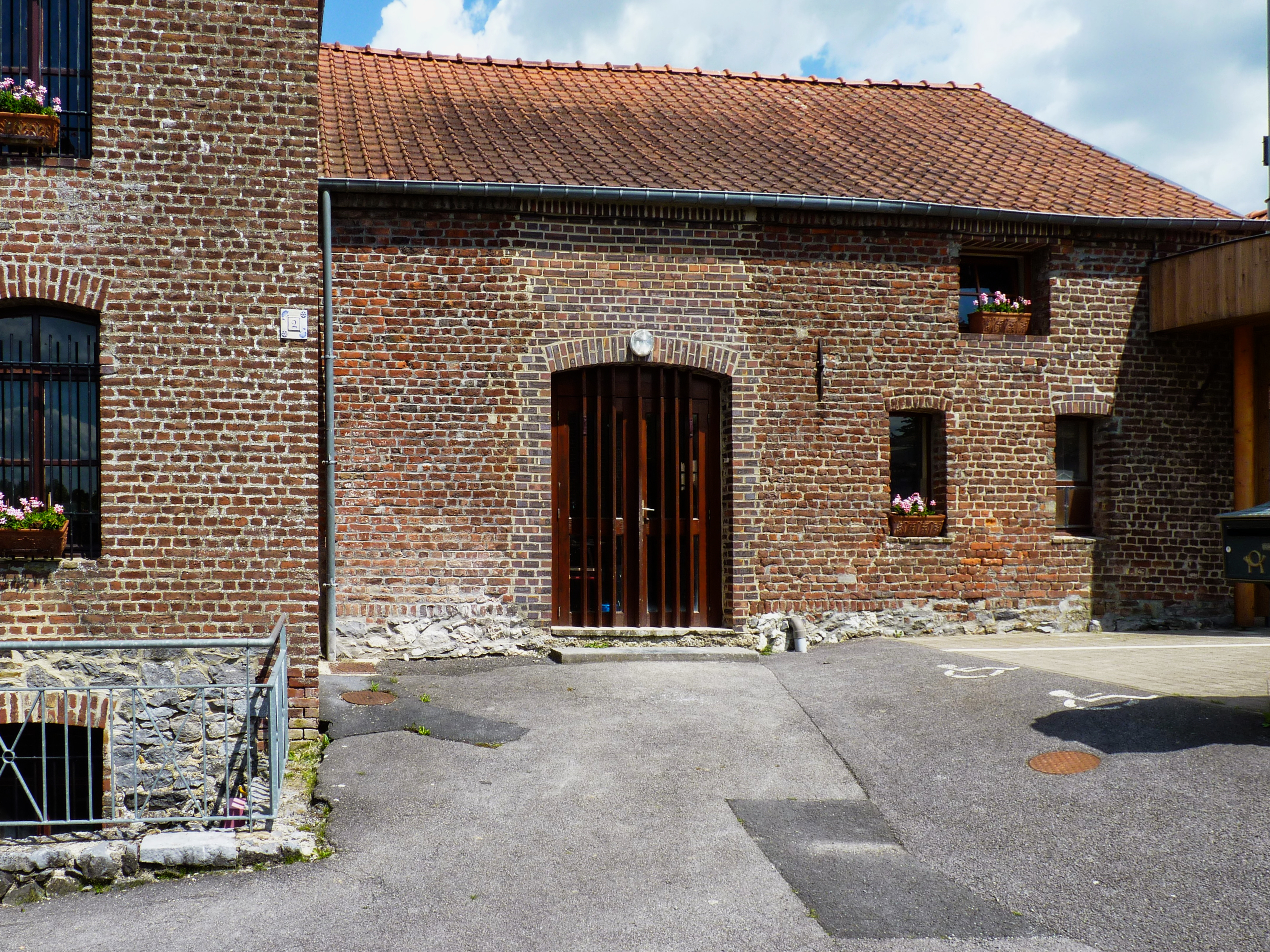
Le Musée de la Faïence et de la Poterie

### Personnalités liées à la commune
- Camille Sauvage : chef d'orchestre et compositeur (1910-1981)

### Héraldique
|  | Les armes de Ferrière-la-Petite se blasonnent ainsi : De gueules à la fasce d'argent, chargée de trois brêmes au naturel. |

## Pour approfondir